# 浦添市立牧港小学校
浦添市立牧港小学校（うらそえしりつ まきみなとしょうがっこう）は、沖縄県浦添市牧港2丁目にある公立小学校。略称は牧小（まきしょう）。牧港こども園を併設する。

## 校歌
校歌は開校直後の1973年11月に制定され、石川盛栄が作詞し、仲本朝教が作曲した。石川と仲本は共に教育者で、仲本はほか複数の校歌も手掛けている。歌は3番構成である。

## 沿革
- 1973年（昭和48年）
  - 3月 - 中央教育委員会より設立認可[6]。
  - 4月1日 - 浦添小学校から分離開校[7]。
  - 5月 - 校章を制定[6]。
  - 7月2日 - 浦添小学校にて分離式を挙行し、同日を開校記念日に制定[6][8]。
  - 11月 - 校歌を制定[3]。
- 1974年（昭和49年）7月 - 沖縄電力から寄贈された校旗を樹立[6]。
- 1976年（昭和51年）5月 - 体育館開きを開催[6]。
- 2003年（平成15年）3月 - 校舎を改築[5]。
- 2009年（平成21年） - 新体育館を落成[9]。

## 教育目標
- よく考える子（知育）
- 心豊かな子（徳育）
- 健康で明るい子（体育）

## 施設概要
主な施設。
- 校舎（6,258 m2[2]） - 2003年竣工の鉄筋コンクリート造3階建て[9]。
- 体育館（1,215 m2） - 2009年竣工の鉄筋コンクリート造3階建て[9]。牧港こども園を併設している[10]。
- プール
- 校庭（7,597 m2[2]）

## 通学区域と進学先中学校
出典：

### 通学区域
- 牧港1丁目（全域）
- 牧港2丁目（全域）
- 牧港3丁目（1番～24番）
- 牧港4丁目（全域）
- 牧港5丁目（全域）
- 伊祖3丁目（46番～49番）
- 伊祖5丁目（全域）

### 進学先中学校
公立中学校の場合。
- 浦添市立港川中学校（浦添市港川）

## アクセス
- 琉球バス交通系統55番牧港線・系統99番天久新都心線で、「公民館入口」停留所下車後、
  - 那覇バスターミナル・那覇空港・豊崎方面行のりばから、徒歩約290m・約4分（牧港こども園側の門まで）。
  - 宜野湾方面行のりばから、徒歩約330m・約5分（校地西側のプール側の門まで）。

## 周辺
- 浦添市立牧港こども園 - 同一敷地内で、かつ進学前こども園。
- 沖縄県道251号那覇宜野湾線
- 沖縄コカ・コーラボトリング本社
- 嶺井リハビリ病院
- 沖縄県道153号線
- 浦添市立伊祖公園
  - 伊祖城址

## 著名な出身者
- 池原綾香 - ハンドボール選手[12]